# Криптограммовое ущелье
Криптогра́ммовое уще́лье — государственный ботанический видоохранный памятник природы на территории городского округа Кировск Мурманской области.

## Расположение
Расположен в центральной части Кольского полуострова в южной части Хибинского горного массива в 5 км к юго-востоку от города Кировска на южном склоне горы Ловчорр на правом берегу безымянного ручья — левого притока ручья Айкуайвенйок в километре к востоку от автомобильной дороги, соединяющей Кировск и посёлок Титан с расположенным к северу от памятника рудником Центральным. Адрес памятника — Мурманская область, территория, подчинённая городу Кировску, Кировское лесничество, Кировское участковое лесничество, квартал 140, выдел 1. Общая площадь охраняемой территории составляет 2 гектара.
Памятник занимает участок Г-образного ущелья Криптограммового, расположенного между возвышенностями 752,5 и 708,3 метров. Одна сторона ущелья, направленная с запада на восток, лежит полностью в горно-тундровом поясе, другая — направлена с севера на юг и заканчивается в верхней части лесного пояса у восточного окончания ущелья Пирротинового. Длина каждой из этих сторон — около 500 метров.

## Описание
Основная ценность памятника природы заключается в наличии здесь мест произрастания редкого папоротниковидного растения, занесённой в Красную книгу Мурманской области криптограммы курчавой (Cryptogramma crispa). Крупные скопления криптограммы курчавой отмечены в основном на склонах восточной части ущелья. Кроме неё основными объектами охраны являются: представитель листостебельных мхов энкалипта коротконожковая (Encalypta brevipes), папоротники пузырник Дайка (Cystopteris dickieana) и многорядник копьевидный (Polystichum lonchitis).
Растительность памятника представлена в первую очередь тундровыми сообществами с большим видовым разнообразием. Встречаются группы берёз, ивняки, нивальные луговинки, часть территории памятника — по берегам ручья, частично заболочена. Одних только лишайников произрастает тут более 70 видов. В общей сложности в охраняемой части ущелья произрастает 15 видов сосудистых растений, занесённых в Красную книгу области. Среди них — лишайники: массалонгия мясистая (Massalongia carnosa) и эфебе щетинистоволосистая (Ephebe hispidula), мхи: энкалипта коротконожковая (Encalypta brevipes), гриммия волосколистная (Grimmia trichophylla), улота криволистная (Ulota curvifolia), ортотрихум скальный (Orthotrichum rupestre), последние два не занесены в Красную книгу, но являются редкими для области видами, высшие сосудистые растения: папоротниковидные: вудсия гладковатая (Woodsia glabella), цветковые: арника фенноскандская (Arnica fennoscandica), эндемик Фенноскандии кизильник киноварно-красный (Cotoneaster cinnabarinus), мятлик сизый (Poa glauca), смолёвка бесстебельная (Silene acaulis), камнеломка супротивнолистная (Saxifraga oppositifolia), дриада восьмилепестная (Dryas octopetala) и дриада точечная (Dryas punctata), диапенсия лапландская (Diapensia lapponica), фиалка горная (Viola montana), рябина Городкова (Sorbus gorodkovii) и сердечник маргаритколистный (Cardamine bellidifolia).
Территория, на которой расположен памятник, была предложена к охране ещё в 1974 году Г. Н. Андреевым и Р. Н. Шляковым, однако, официальный статус памятника природы получен только 24 декабря 1980 года решением № 537 исполкома Мурманского областного Совета народных депутатов. Ответственные за контроль и охрану памятника — Дирекция государственных особо охраняемых природных территорий регионального значения Мурманской области и Комитет природопользования и Экологии Мурманской области. На подохранной территории запрещены: рубка леса, любые производственные работы, устройство мест отдыха и любые действия, ведущие к загрязнению памятника природы.
Добраться до памятника природы относительно несложно. По автомобильной дороге, соединяющей Кировск с рудником Центральным, можно добраться до моста через ручей Айкуайвентчйок, откуда по северному берегу ручья ведёт по направлению к памятнику пешеходная тропа.

## Карты местности
- Лист карты Q-36-III,IV Апатиты. Масштаб: 1 : 200 000. Указать дату выпуска/состояния местности.
- Лист карты Q-36-19,20 Апатиты. Масштаб: 1 : 100 000. Состояние местности на 1981 год. Издание 1986 г.
- Лист карты Q-36-20-А,Б Кировск. Масштаб: 1 : 50 000. Состояние местности на 1988 год. Издание 1991 г.